# Rathaus Kėdainiai

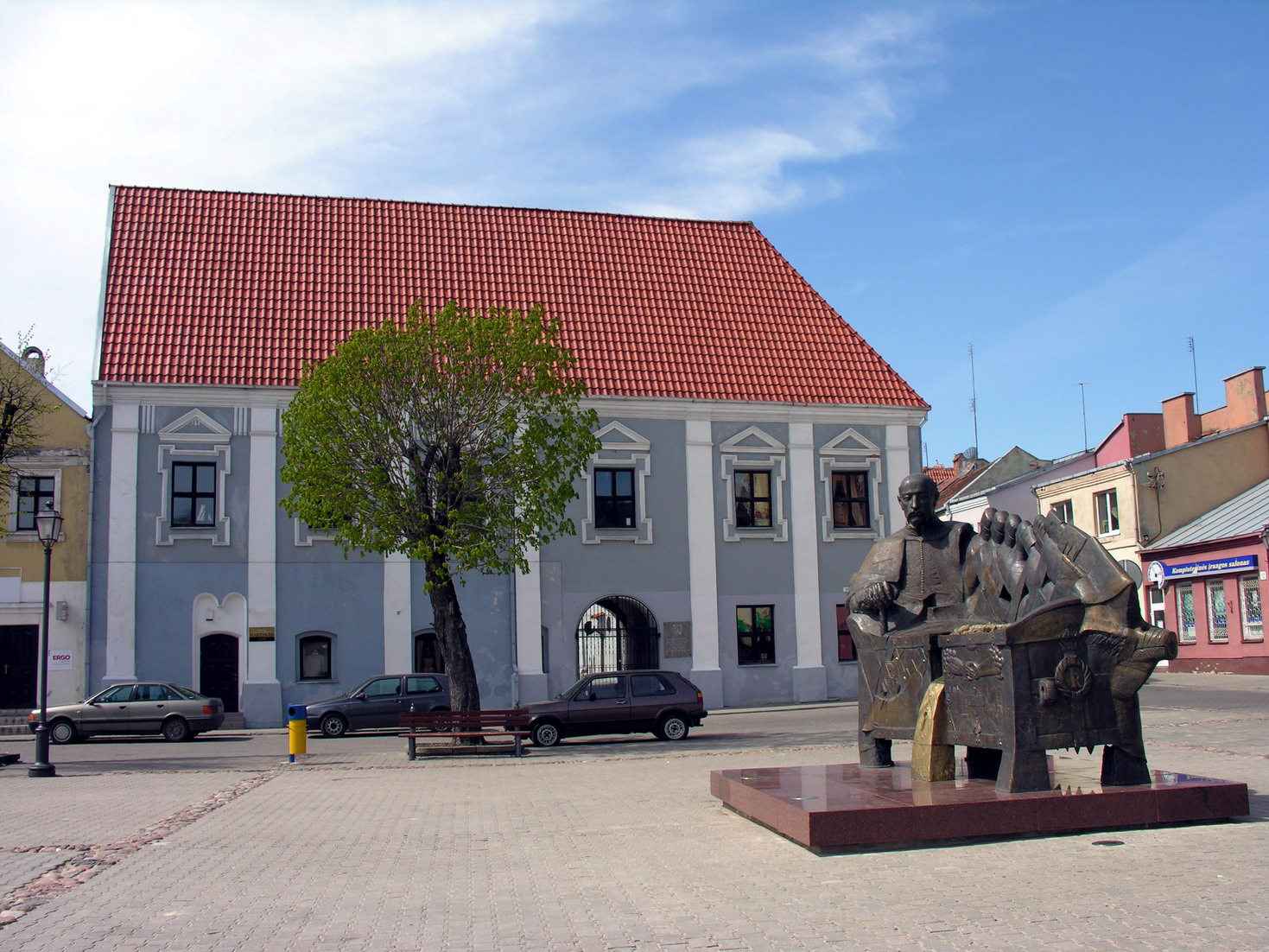
Rathaus Kėdainiai (rechts ist ein Radzwill-Denkmal)

Das Rathaus Kėdainiai ist das Rathaus der Stadt Kėdainiai im Zentrum Litauens.
Das Rathaus ist eines von insgesamt drei in Litauen erhaltenen mittelalterlichen Rathäusern. Es wurde im Renaissance-Stil erbaut und ist zweigeschossig. Es steht am „Platz am Großen Markt“ (lit. Didžiosios rinkos aikštė), die Adresse lautet Didžioji gatvė 1.

## Geschichte
Im 16. Jahrhundert wurde das erste gotische Rathaus gebaut. Von 1653 bis 1654 wurde es umgebaut und erhielt einen Turm mit einer Uhr und zwei Glocken. Nach dem Brand 1770 musste das Rathaus renoviert werden. 1960 und 1983 wurde das Gebäude erneuert.
Neben dem Rathaus steht das Radzwill-Denkmal.